# سولفات کروم (II)
سولفات کروم(II) (به انگلیسی: Chromium(II) sulfate) با فرمول شیمیایی CrSO۴ یک ترکیب شیمیایی با شناسه پاب‌کم ۶۱۶۸۶ است. که جرم مولی آن ۱۵۱٫۰۵۶ g/mol می‌باشد.